# 1975 Голяма награда на Нидерландия
1975 Голяма награда на Нидерландия е 20-о за Голямата награда на Нидерландия и осми кръг от сезон 1975 във Формула 1, провежда се на 22 юни 1975 година на пистата Зандворд близо до град Зандворд, Нидерландия.

## Репортаж
Средствата на Хари Стилър за неговия отбор, който използва Хескет 308B за Алън Джоунс свършиха, но австралиеца е нает от тима на Греъм Хил, заради завидните резултати през последните няколко състезания. Междувременно Уилямс приветстваха отново Жак-Анри Лафит, запазвайки Иън Шектър. Хескет-ът каран от Торстен Палм, отново се върна при заводския отбор за Джеймс Хънт, а Парнели отново пропускат това състезание заради ангажиментите на Марио Андрети в Америка. Инсайн се завръщат в колоната след като пропуснаха стартовете в Белгия и в Швеция, като опитния Гейс ван Ленеп е нает да кара за тима, както и Маки. Дейв Уокър напусна тима видимо ядосан, че отбора му не даде шанс да кара за тях, и на неговото му място е повикан 29-годишния японец Хироши Фушида, който стана първия пилот от Япония да участва във Формула 1. Самият Фушида има опит от Формула Атлантик в Америка и в Австралия, но е непозната личност в Европа.

### Квалификация
Ферари отново е отборът, който контролира събитията в квалификацията, като Ники Лауда записа четвъртата поредна пол-позиция пред съотборника си Клей Регацони. Пилотите с двигатели Косуърт обаче не останаха много далече от болидите на Маранело, като Хънт остана на две десети назад. След англичанина са Джоди Шектър, Карлос Ройтеман, Емерсон Фитипалди, Тони Брайз, Йохен Мас, Карлос Паче, Жан-Пиер Жарие, Виторио Брамбила, Том Прайс, Патрик Депайе и Джон Уотсън, като те са събрани на почти секунда от пола. Фушида остана на 13 секунди от пола и на седем от предпоследния Уилсън Фитипалди, но със само 25-има участника, организаторите решиха всички да стартират. Това обаче се промени, след като болида на японеца гръмна двигател, и без наличието на резервна кола от отбора, той остана зрител за състезанието.

### Състезание
След два слънчеви тренировки, трасето е мокро към неделя сутрин. Стартът е отменен, за да могат всички да стартират с гуми за мокър асфалт, но след това дъжда спря и всички очакваха трасето да изсъхне, преди на трасето отново да завали. Хлъзгавото трасе създаде проблеми на Ферари-тата които превъртяха задните си гуми на старта, от което Шектър се възползва и успя да се вмъкне между Лауда и Регацони. Съотборникът му обаче нямаше особено добър ден, след като се вряза в оранжевия Марч на Брамбила на подхода към първия завой, гарантирайки отпадането на Виторио с повредено задно окачване, докато Депайе продължи към боксовете, след края на първата обиколка.
Зад Регацони се намира Хънт, следван от Мас, Прайс, Е. Фитипалди, Ройтеман и Жарие, въпреки че спрея и мокрото трасе причинява трудности за пилотите да се доближат. Рони Петерсон, който остана едва 15-и в квалификацията успя да спечели четири позиции и водеше следващата група пилоти. През това време дъждът спря и трасето започна да изсъхва, което принуди всички да планират стоповете си, за разлика от Джаки Икс който разруши двигателя си в шестата обиколка.
Пръв от водачите е Хънт в седмата обиколка, връщайки се на трасето след 30 секунди, следван от Мас. Ройтеман спря в осмата обиколка, след което Емерсон спря на следващата обиколка, след което Жарие, Уотсън и Уилсън Фитипалди спряха в десетата обиколка. Лауда все още водеше, преминавайки през мокрите участъци за да не разруши гумите си с Шектър, Регацони, Прайс, Петерсон, Брайз, Марк Донъхю, Джоунс, Боб Еванс, Иън Шектър и ван Ленеп все още с мокри гуми. Емерсон Фитипалди е 12-и пред Хънт, Ройтеман и Мас, като всички останали са със сухи гуми.
Скоро небето се поясни и останалите пилоти също спряха в бокса за смяна на гуми. Петерсон заедно с Паче, Донъхю, Лафит и Еванс спряха в 11-а обиколка, като Лотус-а на шведа удря механик на Ферари в бокса, оставяйки го със счупен крак. На следващата обиколка влязоха Шектър, Прайс и Брайз, оставяйки Джоунс на трета позиция. Четвърти вече е Хънт пред Жарие, Емерсон Фитипалди, Ройтеман, Мас и Петерсон. В 13-а обиколка Лауда най-после спря за смяна гуми, връщайки се между Хънт и Жарие, докато Джоунс също реши да спре в бокса. Студените гуми на Лауда, даде шанс на Жарие да го изпревари за втора позиция, докато Регацони е последния да направи стоп, излизайки зад Тирел-а на Шектър.
Хънт поведе колоната пред Жарие, Лауда, Фитипалди, Джоди Шектър, Регацони, Регацони, Прайс, Ройтеман, Мас и Петерсон. Паче се свлече до 16-а позиция след като една от гумите му заяде, а Брайз загуби много време, след като остана с мокри гуми. Самият Хънт който влезе в подходящия момент все още не е вън от опасност от Лауда, който натискаше Жарие. Шектър загуби контакт с лидерите, докато Емерсон загуби пета предавка на своя Макларън, а Еванс отпадна в 23-та обиколка с повреда в диференциала.
В 30-а обиколка Хънт вече имаше преднина от осем секунди пред Жарие, който устои на атаките на Лауда преди австриеца да го изпревари в 43-та обиколка, вземайки удобната линия за завоя Тарзан. Шансовете на французина да контраатакува останаха напразни, след като една от задните гуми на Шадоу-а се разкъса, завъртайки болида на Жан-Пиер към отпадане. Междувременно Емерсон отпадна с повреда по скоростната кутия, която след това принуди и двигателя да гръмне, а Уотсън отпадна със сериозни вибрации по Съртис-а.
Хънт вече е на четири и половина секунди от Лауда, който се освободи от Жарие. Шектър се намира на самотната трета позиция пред Регацони на също безпроблемна четвърта позиция пред Ройтеман, който е прихванат от Петерсон. Прайс имаше проблеми с управлението на своя Шадоу и се свлече до девето място, докато Мас се намира 10-и въпреки проблемите на дросела и Паче на 11-а позиция, който все още се движеше с обиколката на лидера. Лауда се приближаваше до Хънт в 57-ата обиколка в опит за атака преди да настигнат с обиколка Шадоу-а на Прайс. Джеймс успя вмъкне уелсеца между себе си и австриеца, но това е само за кратко преди Ники отново да се приближи близо до англичанина две обиколки по-късно, преди Мас да съсипе опита за атака отстрана на Лауда.
Знаейки че Хескет-а не е толкова бърз колкото Ферари-то, Хънт реши да предприеме риск като изпревари изостаналите с обиколка състезатели без да чака сините флагове. Лауда е близо до Хескет-а на места, но само ако не в позиция за атака. Битката е толкова оспорвана, че дори късните отпадания на Мас (с повреда по дросела), Лафит и Шектър (с повреда по двигателя и на двамата) и Петерсон (с проблем в горивната система) са едва забелязани. С две обиколки до финала трафика е отстранен, но Хънт запази лидерството си до финала, след като успя да удържи на атаките на Лауда, за да постигне първата си победа за себе си и за Хескет.
Това е популярна победа за Хънт, който стана първия англичанин да печели състезание, след тази на Питър Гетин за ГП на Италия отпреди четири години, като най-вече се крие на таланта на самия пилот, който ще навърши 28 години. За Лауда второто място е добър резултат, най-вече за увеличаване на преднината му пред втория в класирането при пилотите, Карлос Ройтеман. Регацони завърши трети пред Ройтеман, а отпадането на Шектър придвижи Паче към петата позиция, докато Прайс някак си успя да вземе последната точка, след проблеми по неговия Шадоу. Брайз, Донъхю, Депайе, ван Ленеп, Уилсън Фитипалди, Иън Шектър, Джоунс и Лела Ломбарди са останалите които завършиха състезанието.

## Класиране
| Поз | No | Пилот             | Конструктор    | Обиколки | Време/Отпадане | Място | Точки |
| --- | -- | ----------------- | -------------- | -------- | -------------- | ----- | ----- |
| 1   | 24 | Джеймс Хънт       | Хескет-Форд    | 75       | 1:46:57.40     | 3     | 9     |
| 2   | 12 | Ники Лауда        | Ферари         | 75       | + 1.06         | 1     | 6     |
| 3   | 11 | Клей Регацони     | Ферари         | 75       | + 55.06        | 2     | 4     |
| 4   | 7  | Карлос Ройтеман   | Брабам-Форд    | 74       | + 1 Об.        | 5     | 3     |
| 5   | 8  | Карлос Паче       | Брабам-Форд    | 74       | + 1 Об.        | 9     | 2     |
| 6   | 16 | Том Прайс         | Шедоу-Форд     | 74       | + 1 Об.        | 12    | 1     |
| 7   | 23 | Тони Брайз        | Хил-Форд       | 74       | + 1 Об.        | 7     |       |
| 8   | 28 | Марк Донъхю       | Пенске-Форд    | 74       | + 1 Об.        | 18    |       |
| 9   | 4  | Патрик Депайе     | Тирел-Форд     | 73       | + 2 Об.        | 13    |       |
| 10  | 31 | Гейс ван Ленеп    | Инсайн-Форд    | 71       | + 4 Об.        | 22    |       |
| 11  | 30 | Уилсън Фитипалди  | Фитипалди-Форд | 71       | + 4 Об.        | 24    |       |
| 12  | 20 | Иън Шектър        | Уилямс-Форд    | 70       | + 5 Об.        | 19    |       |
| 13  | 22 | Алън Джоунс       | Хил-Форд       | 70       | + 5 Об.        | 17    |       |
| 14  | 10 | Лела Ломбарди     | Марч-Форд      | 70       | + 5 Об.        | 23    |       |
| 15  | 5  | Рони Петерсон     | Лотус-Форд     | 69       | Без гориво     | 16    |       |
| 16  | 3  | Джоди Шектър      | Тирел-Форд     | 67       | Двигател       | 4     |       |
| Отп | 21 | Жак-Анри Лафит    | Уилямс-Форд    | 64       | Двигател       | 15    |       |
| Отп | 2  | Йохен Мас         | Макларън-Форд  | 61       | Катастрофа     | 8     |       |
| Отп | 17 | Жан-Пиер Жарие    | Шедоу-Форд     | 44       | Гума           | 10    |       |
| Отп | 18 | Джон Уотсън       | Съртис-Форд    | 43       | Вибрации       | 14    |       |
| Отп | 1  | Емерсон Фитипалди | Макларън-Форд  | 40       | Двигател       | 6     |       |
| Отп | 14 | Боб Еванс         | БРМ            | 23       | Диференциал    | 20    |       |
| Отп | 6  | Джеки Икс         | Лотус-Форд     | 6        | Двигател       | 21    |       |
| Отп | 9  | Виторио Брамбила  | Марч-Форд      | 0        | Окачване       | 11    |       |
| DNS | 35 | Хироши Фушида     | Маки-Форд      |          |                |       |       |

## Класиране след състезанието
| Поз | Пилот             | Точки |
| --- | ----------------- | ----- |
| 1   | Ники Лауда        | 38    |
| 2   | Карлос Ройтеман   | 25    |
| 3   | Емерсон Фитипалди | 21    |
| 4   | Карлос Паче       | 18    |
| 5   | Джеймс Хънт       | 16    |
| 6   | Клей Регацони     | 16    |
| 7   | Джоди Шектър      | 15    |
| 8   | Патрик Депайе     | 11    |

| Поз | Конструктор   | Точки   |
| --- | ------------- | ------- |
| 1   | Ферари        | 41      |
| 2   | Брабам-Форд   | 36 (38) |
| 3   | Макларън-Форд | 26.5    |
| 4   | Тирел-Форд    | 19      |
| 5   | Хескет-Форд   | 16      |
| 6   | Лотус-Форд    | 6       |
| 7   | Шадоу-Форд    | 3.5     |
| 8   | Парнели-Форд  | 3       |